# NGC 3889
NGC 3889 est une vaste et lointaine galaxie lenticulaire (elliptique ?) située dans la constellation de la Grande Ourse. NGC 3889 a été découverte par l'astronome irlandais Lawrence Parsons en 1878.

## Caractéristiques
Sa vitesse par rapport au fond diffus cosmologique est de 16 569 ± 12 km/s, ce qui correspond à une distance de Hubble de 244 ± 17 Mpc (∼796 millions d'al).
À ce jour, une mesure non basée sur le décalage vers le rouge (redshift) donne une distance d'environ 225,000 Mpc (∼734 millions d'al). Cette valeur est à l'intérieur des valeurs de la distance de Hubble.